# Стразбург (Илиноис)
Стразбург (енгл. Strasburg) град је у америчкој савезној држави Илиноис.

## Демографија
По попису из 2010. године број становника је 467, што је 136 (-22,6%) становника мање него 2000. године.
| Група             | 2000.       | 2010.       |
| Белци             | 602 (99,8%) | 460 (98,5%) |
| Афроамериканци    | 0 (0,0%)    | 1 (0,2%)    |
| Азијати           | 0 (0,0%)    | 0 (0,0%)    |
| Хиспаноамериканци | 1 (0,2%)    | 4 (0,9%)    |
| Укупно            | 603         | 467         |